# Alto Astral
Alto Astral é uma telenovela brasileira produzida e exibida pela TV Globo de 3 de novembro de 2014 a 8 de maio de 2015, em 161 capítulos. Substituiu Geração Brasil e foi substituída por I Love Paraisópolis, sendo a 85.ª "novela das sete" exibida pela emissora.
Baseada na história original de Andréa Maltarolli, foi desenvolvida por Daniel Ortiz, com supervisão de texto de Sílvio de Abreu e escrita com a colaboração de Cláudia Souto, Daniel Berlinsky, Flávia Bessone, Maria Helena Nascimento e Maurício Moraes. A direção foi de Marcelo Zambelli, Alexandre Klemperer e Ana Paula Guimarães. A direção geral foi de Fred Mayrink e Jorge Fernando—este último também diretor de núcleo.
Contou com as atuações de  Sérgio Guizé, Nathália Dill, Thiago Lacerda, Cláudia Raia, Débora Nascimento,  Christiane Torloni , Edson Celulari e Sílvia Pfeifer nos papeis principais.

## Enredo
Desde criança, Caíque desenhava o rosto de uma moça. Quando ele conhece Laura, mal consegue acreditar que a mulher que sempre esteve em seus sonhos existe de fato. A descoberta vai mexer com os seus sentimentos – e com os dela também. Entretanto, Caíque não esperava que Laura fosse a noiva de seu irmão Marcos, e a rivalidade entre os dois filhos adotados da milionária Maria Inês Bittencourt vai muito além do triângulo amoroso.
Herdeiros de um grande hospital, os dois são médicos com atitudes opostas. Marcos é um cirurgião de sucesso, mas, ambicioso, sonha ter todo o hospital só para ele. Enquanto Caíque é um clínico geral que dá diagnóstico até por telefone e faz operações em condições adversas, apesar de ter pavor de sangue. Ninguém sabe, mas, nessas cirurgias, Caíque recebe, contra a vontade, a orientação de um guia espiritual, Castilho. O espírito aparece para ele desde criança, colocando o médico em situações absurdas e cômicas.
Na vida de Caíque há um contraponto para Castilho: a ex-namorada Samantha, uma vidente charlatã, eterna apaixonada por Caíque, cheia de amor para dar, mas querendo receber muito mais. Extravagante, exuberante, glamurosa e um pouco mais, Samantha Paranormal – como se proclama – é obcecada pela fama vai fazer de tudo para ser reconhecida, o que não inclui qualquer escrúpulo. Para isso, conta com a ajuda de seu fiel escudeiro, o peruano deslumbrado Pepito, que tem verdadeira adoração pela sua “ídola”.

## Elenco
| Intérprete           | Personagem                                       |
| -------------------- | ------------------------------------------------ |
| Sergio Guizé         | Carlos Henrique Bittencourt (Caíque)             |
| Nathalia Dill        | Laura Martins                                    |
| Thiago Lacerda       | Marcos Bittencourt                               |
| Cláudia Raia         | Samantha Santana (Samantha Paranormal)           |
| Christiane Torloni   | Maria Inês Pereira Bittencourt                   |
| Edson Celulari       | Marcelo Barbosa                                  |
| Sílvia Pfeifer       | Úrsula Barbosa                                   |
| Elizabeth Savalla    | Cristina Romantini Pereira (Tina)                |
| Leopoldo Pacheco     | Manuel Pereira                                   |
| Débora Nascimento    | Sueli Caldas                                     |
| Maitê Proença        | Katherine Santana (Kitty)                        |
| Conrado Caputto      | Pepe Perez (Pepito)                              |
| Otávio Augusto       | Vicente Martins                                  |
| Marcelo Médici       | Dr. Orestes Castilho (Dr. Castilho)              |
| Monica Iozzi         | Scarlett Máximo / Aparecida dos Santos (Cidinha) |
| Totia Meireles       | Adriana Máximo                                   |
| Guilherme Leicam     | Gustavo Martins                                  |
| Sophia Abrahão       | Gabriela Santana Peixoto (Gaby)                  |
| Sérgio Malheiros     | Emerson Duarte                                   |
| Giovanna Lancellotti | Bélgica Pereira                                  |
| Sabrina Petraglia    | Itália Pereira                                   |
| Alejandro Claveaux   | César Santana                                    |
| Nando Rodrigues      | Ricardo Barbosa                                  |
| Rosanne Mulholland   | Débora Lara                                      |
| Raquel Fabbri        | Beatriz Martins (Bia)                            |
| Kayky Brito          | Israel Pereira                                   |
| Gabriel Godoy        | Afeganistão Pereira                              |
| Rodrigo López        | Salvador Stigler                                 |
| Marianna Armellini   | Ana Dirce Rosas                                  |
| Adriana Prado        | Suzana Santana Peixoto                           |
| Carlo Porto          | Eduardo Tavares                                  |
| Marat Descartes      | Fernando Tallarico                               |
| Hugo Bonemer         | Nicolas Romantini                                |
| Ana Carbatti         | Aurélia Duarte                                   |
| Débora Olivieri      | Meire Rosas                                      |
| Maria Carol Rebello  | Nildes Batista                                   |
| Debora Rebecchi      | Lizanda Barbosa (Liz)                            |
| Fábio Audi           | Heitor Santana Peixoto                           |
| Marilu Bueno         | Marieta Santana                                  |
| Simone Gutierrez     | Morgana (Voz)                                    |
| Rodrigo Lopez        | Salvador Stigler                                 |
| Norival Rizzo        | Walter Escobar                                   |
| Lana Guelero         | Lucia Garcia                                     |
| Rodrigo Serrano      | Murilo Santiago                                  |
| Pedro Farah          | Afonso                                           |
| Nina Frosi           | Dionice                                          |
| Luciana Rigueira     | Rosa                                             |
| JP Rufino            | Adeilson Duarte (Azeitona)                       |
| Nathália Costa       | Bella Martins Bittencourt                        |
| Gabriel Silvestre    | Neto Vecchia                                     |

### Participações especiais
| Intérprete            | Personagem                                 |
| --------------------- | ------------------------------------------ |
| Igor Rickli           | Mohammed Abdullah Al Masi, Rei de Maktub   |
| Kadu Moliterno        | Pedro Romantini                            |
| Juan Alba             | Oscar Peixoto                              |
| Fábio Rhoden          | Marcelo Barbosa (jovem)                    |
| Elisa Brites          | Maria Inês Pereira Bittencourt (jovem)     |
| Xande Valois          | Carlos Henrique Bittencourt (criança)      |
| Gabriel Kaufmann      | Marcos Bittencourt (criança)               |
| Hanna Romanazzi       | Kitty Santana (jovem)                      |
| Paula Baltar          | Samantha Santana (jovem)                   |
| Laís Pinho            | Scarlett Máximo (adolescente)              |
| Matheus Venâncio      | Ricardo Barbosa (adolescente)              |
| Victor Sparapane      | Victor                                     |
| Jorge Fernando        | Ele mesmo                                  |
| Jô Soares             | Ele mesmo                                  |
| Fátima Bernardes      | Ela mesma                                  |
| Jarbas Homem de Mello | Ele mesmo                                  |
| Anitta                | Ela mesma                                  |
| Ludmilla              | Ela mesma                                  |
| Tatá Werneck          | Ela mesma                                  |
| Ana Maria Braga       | Ela mesma                                  |
| Marcos Reis           | Léo                                        |
| Java Mayan            | Giba                                       |
| Luciano Andrey        | Nazir                                      |
| Renata Augusto        | Laila Abdullah Al Masi, Princesa de Maktub |
| Paulo Carvalho        | Diziabas                                   |
| Daniel Dias e Silva   | Miranda                                    |
| Gutemberg Barros      | Haroldo Máximo                             |
| Léo Wainer            | Osvaldo                                    |
| Ricardo Pavão         | Celso Luiz Esteves                         |
| Júnior Prata          | Evandro                                    |
| Vanessa Gabriel       | Vanessa                                    |

## Produção

### Antecedentes
Inicialmente prevista para estrear em 2011, a trama teve de esperar outras novelas com temática espírita e ambientadas em hospital, como Escrito nas Estrelas, Amor Eterno Amor e Amor à Vida serem exibidas. A produção da trama recebeu aval da Globo em agosto de 2013.
Quando Daniel Ortiz recebeu a sinopse, além dos protagonistas, havia também um mentor espiritual denominado Ortiz, curiosamente o sobrenome do autor, e que posteriormente passou a ser chamado Castilho. O título da sinopse original recebeu o nome Muu, que seria alusão a uma vaca que cairia do céu no início da trama, mas devido às alterações, e pelo fato de ter fantasmas, o nome provisório ficou como Búu. Como Búu possuía fonética parecida com outra telenovela: O Rebu, a emissora cogitou outros títulos para a trama. Os outros nomes cogitados foram: Assombrações, Plano Astral e Supernatural.

### Escolha do elenco
Rafael Cardoso e Bruno Gagliasso foram cotados para serem o mocinho da trama. Porém, Cardoso foi remanejado para a novela Império e Gagliasso desistiu do papel para atuar em Dupla Identidade. Sergio Guizé estava cotado para ser o grande vilão da trama. Mas foi remanejado a posto de protagonista, assim que Gagliasso desistiu do papel. Para ocupar o posto de vilão que ainda estava vago, a Globo escalou Rodrigo Lombardi. Como o ator já estava no ar em Meu Pedacinho de Chão, decidiu não emendar dois trabalhos seguidos. O personagem ficou com Thiago Lacerda. Cauã Reymond foi convidado por Silvio de Abreu para integrar o elenco, mas recusou o papel.
Débora Falabella foi cotada para ser a protagonista da trama. Mas diante da recusa de Bruno Gagliasso, Falabella também desistiu do papel. Grazi Massafera chegou a ser anunciada pela imprensa como protagonista, porém desmentiu a informação. Paolla Oliveira também foi cotada para o posto de protagonista. Nathalia Dill acabou ficando com a personagem.
Monica Iozzi havia sido escalada para interpretar a vilã cômica Samantha, porém ela perdeu o papel para Cláudia Raia. A atriz ganhou outra personagem na trama. Para compor o visual da personagem, Iozzi usou peruca loira e lentes de contato. As primeiras cenas da atriz foram ao ar no dia 30 de dezembro de 2014.

### Gravações
As gravações da trama começaram no dia 28 de julho de 2014, na cidade de Piraí, no Rio de Janeiro. Também contou com gravações nas cidades de Poços de Caldas e Pedra Azul, no Espírito Santo, como parte da cidade fictícia de Nova Alvorada.

### Homenagens e menções
O autor Daniel Ortiz homenageou Cláudia Raia pelos seus trinta anos de carreira. Sua personagem Samantha relembrou personagens da atriz em outras obras, como Donatela (A Favorita), Lívia Marini (Salve Jorge), Ágatha (Sete Pecados), Ninon (Roque Santeiro), Jaqueline (Ti Ti Ti) e Tonhão (TV Pirata). A cena foi ao ar no dia 17 de dezembro de 2014.
O autor também homenageou a telenovela Torre de Babel (1998). No capítulo 42, exibido no dia 20 de dezembro de 2014, um shopping da cidade fictícia da trama também sofreu uma explosão. Segundo o autor, a sequência de cenas foi uma espécie de homenagem à telenovela de Silvio de Abreu e também às atrizes Christiane Torloni e Sílvia Pfeifer.

### Participações especiais
Marcou a volta de Maitê Proença às telenovelas, após dois anos afastada. A atriz foi confirmada na trama em março de 2014, mas sua personagem só entrou em cena no capítulo 93 da trama, exibido no dia 18 de fevereiro de 2015.
Igor Rickli fez uma participação importante na trama. Ele interpretou o rei Mohamed, que mexia com as fantasias de Samantha (Cláudia Raia), que vivia uma nova fase e por quem ela se apaixonava. As primeiras cenas dele foram ao ar em 7 de março de 2015. A participação do ator agradou e ele ficou mais um pouco na trama. Encerrada esta participação, o ator só voltou à trama nos últimos capítulos.
O diretor Jorge Fernando também fez uma participação especial na trama, interpretando ele mesmo. Na história, ele contracenou principalmente com Cláudia Raia e Conrado Caputto. As primeiras cenas dele começaram a ser exibidas em 20 de abril de 2015.
A trama também contou com a participação das cantoras de funk, Anitta e Ludmilla. Elas interpretaram elas mesmas, como juradas de um concurso de funk, no qual participavam Samantha (Cláudia Raia) e Pepito (Conrado Caputto). As cenas com suas participações foram ao ar em 4 de maio de 2015.

## Recepção

### Da crítica
O crítico de televisão Nilson Xavier, que tem uma coluna no portal UOL, declarou no lançamento de Alto Astral, que a trama prometia ser o que as novelas anteriores do horário das 19 horas não haviam conseguido. Segundo ele, chegou a ser um alívio assistir à estreia de Alto Astral depois de tramas pretensiosas neste horário, como Além do Horizonte. Também elogiou a produção da trama, a trilha sonora e a abertura. Ele concluiu dizendo que Alto Astral "prometia leveza em um horário que vinha sofrendo bastante com a baixa aceitação do público. Não trazia nada de diferente, nada além do já visto inúmeras vezes antes. Talvez, por isso, poderia agradar. Segundo ele, "inovação é sempre bem-vinda. O trivial também." Afirmou ser um texto agradável, ao gênero de um folhetim e que a temática da trama agradaria o público.
Vanessa Paes Barreto do Yahoo! afirmou que a estreia de Alto Astral, "foi simples e simpática, trazendo de volta aquela sensação de que, se tudo caminhar bem, será possível sentar e relaxar na frente da TV para acompanhar uma trama leve, bonita e despretensiosa". Ela destacou os personagens Marcos (Thiago Lacerda), o nomeando com extremamente cruel e Samantha (Cláudia Raia), que chegou "chegando" e promete momentos hilários na trama.
Fernando Oliveira do R7 salientou que a história se iniciou relembrando sequências e tramas de outras novelas, e que a questão de recuperar a audiência pareceu secundária à Alto Astral, pelo fato da trama recorrer a temáticas que fizeram história na faixa, em sucessos como A Viagem (1994). O crítico elogiou os protagonistas, que segundo ele se mostraram à vontade em seus personagens. Ele também elogiou as atuações de Thiago Lacerda e Marcelo Médici e  pequenas ousadias da trama. Ele conclui dizendo que "depois da complexidade tecnológica de Geração Brasil e da ficção científica de Além do Horizonte, uma novela leve pode ser bem vinda pelo público. Nesse sentido, o folhetim promove um retorno às características principais da faixa das sete".
A jornalista Patrícia Kogut declarou que Alto Astral teve uma estreia bonita e dramática. Para ela, o primeiro capítulo teve clima de conto de fadas e teceu elogios ao autor Daniel Ortiz, afirmando que ele se saiu bem ao apresentar sua história, desviando dos didatismos e acertando na decisão de introduzir personagens aos poucos. Ela também elogiou a direção da novela, a iluminação e a fotografia e encerra sua critica dizendo que "Alto Astral já mostrou a que veio".
Após a exibição do último capítulo, o crítico Nilson Xavier declarou que, mesmo sendo uma novela despretensiosa, repleta de "clichês de folhetim", como por exemplo "a luta do bem contra o mal" e "vida além da morte", terminou por conquistar o público. Elogiou a direção de Jorge Fernando e sua equipe, assim como o elenco, produção e roteiro. Afirmou também que o texto de Alto Astral conseguiu cativar o público, principalmente pela boa atuação do elenco.

### Audiência
A estreia de Alto Astral cravou 24.6 pontos no IBOPE. Cada ponto equivale a 65 mil domicílios na Grande São Paulo. Foi a melhor estreia de uma novela das 19 horas desde Sangue Bom (com 28 pontos), em abril de 2013, e superou as estreias de suas duas antecessoras, Geração Brasil (que conseguiu 24.1) e Além do Horizonte (24). No confronto, a Record marcou 10.6 e o SBT, 7. O segundo capítulo da novela consolidou uma audiência ainda maior que a do primeiro: 25.1 pontos com picos de 30, maior pico de uma novela das sete desde Sangue Bom. A primeira semana da trama alcançou uma média de 22,9 pontos, índices superiores à das suas antecessoras Geração Brasil, que alcançou 22 pontos e Além do Horizonte, que alcançou 21,2.
No dia 27 de novembro de 2014, bateu um novo recorde de 26,2 pontos, sendo a maior audiência já conquistada no horário desde Sangue Bom. Neste dia, foi ao ar a cena em que Laura abandona Marcos no altar.
No dia 31 de dezembro de 2014, a trama marcou apenas 15 pontos na Grande São Paulo, já que é normal as audiências caírem na noite de Ano Novo. As duas últimas tramas que foram ao ar no Réveillon no horário (Guerra dos Sexos e Além do Horizonte) registraram a mesma audiência. Sua menor audiência é de 14,1 pontos, alcançada em 1 de janeiro de 2015.
No dia 11 de março de 2015, a trama repetiu seu recorde de audiência, alcançando 25.5 pontos de média e picos de 30.  No dia 25 de março de 2015, a trama superou a audiência da novela Babilônia em décimos. Enquanto a trama das nove permaneceu com 24.8 pontos, Alto Astral obteve 25.3 pontos. No dia 8 de abril, a trama superou mais uma vez a audiência de Babilônia e também a audiência de Jornal Nacional. Enquanto a trama das nove e o jornalístico obtiveram 25.2 pontos, Alto Astral obteve 26.2 pontos, que até então, é seu recorde. Em 21 de abril de 2015, bateu recorde de audiência, alcançando 26,7 pontos de média. Em 4 de maio marcou 28,9 pontos. Bateu novo recorde com 29,2 pontos em seu penúltimo capítulo, em 7 de maio de 2015.
O último capítulo obteve média de 28,3 pontos com picos de 30 e 43.9% de participação, garantindo a liderança absoluta, e foi a maior audiência desde Sangue Bom. A trama teve média de 22,1 pontos, ainda abaixo da meta de 25 para o horário, porém acima das antecessoras Geração Brasil e Além do Horizonte, que alcançaram 19,4 e 19,7 pontos de média, respectivamente.

### Prêmios e indicações
| Ano  | Prêmio                    | Categoria                  | Indicação                     | Resultado | Ref.    |
| ---- | ------------------------- | -------------------------- | ----------------------------- | --------- | ------- |
| 2015 | Troféu Internet           | Melhor Novela              | Alto Astral                   | Indicado  |         |
| 2015 | Troféu Internet           | Melhor Atriz               | Sophia Abrahão                | Indicado  |         |
| 2015 | Prêmio Contigo! de TV     | Melhor Novela              | Alto Astral                   | Indicado  | [ 168 ] |
| 2015 | Prêmio Contigo! de TV     | Melhor Autor de Novela     | Daniel Ortiz                  | Indicado  | [ 168 ] |
| 2015 | Prêmio Contigo! de TV     | Melhor Atriz de Novela     | Cláudia Raia                  | Indicado  | [ 168 ] |
| 2015 | Prêmio Contigo! de TV     | Melhor Atriz Coadjuvante   | Giovanna Lancellotti          | Indicado  | [ 168 ] |
| 2015 | Prêmio Contigo! de TV     | Melhor Ator Coadjuvante    | Guilherme Leicam              | Indicado  | [ 168 ] |
| 2015 | Prêmio Contigo! de TV     | Melhor Atriz Infantil      | Nathália Costa                | Indicado  | [ 168 ] |
| 2015 | Prêmio Contigo! de TV     | Melhor Ator Infantil       | JP Rufino                     | Venceu    | [ 168 ] |
| 2015 | Prêmio Contigo! de TV     | Melhor Diretor de Novela   | Fred Mayrink e Jorge Fernando | Indicado  | [ 168 ] |
| 2015 | Prêmio Contigo! de TV     | Revelação da TV            | Conrado Caputto               | Indicado  | [ 168 ] |
| 2015 | Prêmio Extra de Televisão | Melhor Atriz Coadjuvante   | Cláudia Raia                  | Indicado  | [ 169 ] |
| 2015 | Prêmio Extra de Televisão | Melhor Revelação Masculina | Conrado Caputto               | Indicado  | [ 169 ] |
| 2015 | Prêmio Extra de Televisão | Melhor Ator/Atriz Infantil | JP Rufino                     | Indicado  | [ 169 ] |
| 2015 | Prêmio Extra de Televisão | Melhor Tema Musical        | "Diz pra Mim", Malta          | Indicado  | [ 169 ] |
| 2015 | Prêmio Extra de Televisão | Melhor Tema Musical        | "Na Batida", Anitta           | Indicado  | [ 169 ] |
| 2015 | Prêmio Noticiasdetv.com   | Ator Revelação             | Conrado Caputto               | Indicado  | [ 170 ] |
| 2015 | Prêmio Noticiasdetv.com   | Atriz Infantil             | Nathália Costa                | Indicado  | [ 170 ] |
| 2015 | Prêmio Noticiasdetv.com   | Ator Infantil              | JP Rufino                     | Indicado  | [ 170 ] |
| 2015 | Prêmio Noticiasdetv.com   | Tema de Abertura           | "Alma", Zélia Duncan          | Indicado  | [ 170 ] |

## Exibição

### Exibição internacional
| País                 | Canal         | Título local     | Estreia                 | Final                   | Horário semanal  | Hora       | Ref.    |
| -------------------- | ------------- | ---------------- | ----------------------- | ----------------------- | ---------------- | ---------- | ------- |
| Brasil               | TV Globo      | Alto Astral      | 3 de novembro de 2014   | 8 de maio de 2015       | Segunda a sábado | 19:301     |         |
| Portugal             | SIC           | Alto Astral      | 24 de novembro de 2014  | 2 de outubro de 2015    | Segunda a sexta  | 19:002     | [ 171 ] |
| República Dominicana | Tele Antillas | Por Siempre      | 28 de março de 2016     | 8 de setembro de 2016   | Segunda a sexta  | 14:00      | [ 172 ] |
| El Salvador          | TCS Canal 4   | Por Siempre      | 4 de abril de 2016      | 10 de novembro de 2016  | Segunda a sexta  | 14:00      | [ 173 ] |
| Uruguai              | Teledoce      | Por Siempre      | 22 de agosto de 2016    | 3 de fevereiro de 2017  | Segunda a sexta  | 18:15      | [ 174 ] |
| Paraguai             | SNT           | Por Siempre      | 29 de agosto de 2016    | 21 de fevereiro de 2017 | Segunda a sexta  | 21:00      | [ 175 ] |
| Bolívia              | Red PAT       | Por Siempre      | 19 de setembro de 2016  | 3 de março de 2017      | Segunda a sexta  | 14:00      | [ 176 ] |
| Coreia do Sul        | TeleNovela    | 포에버 앤 에버   | 5 de janeiro de 2017    | 13 de outubro de 2017   | Quinta a sábado3 | 11:004     | [ 177 ] |
| Estados Unidos       | USArmenia TV  | Երկնային հոգիներ | 28 de fevereiro de 2017 | 15 de agosto de 2017    | Segunda a sexta  | 12:00      | [ 178 ] |
| Costa Rica           | Teletica      | Por Siempre      | 10 de abril de 2017     | 20 de outubro de 2017   | Segunda a sexta  | 15:30      | [ 179 ] |
| Cabo Verde           | TCV           | Alto Astral      | 12 de junho de 2017     | 25 de novembro de 2017  | Segunda a sábado | 19:05      |         |
| Estados Unidos       | Telemundo     | Por Siempre      | 28 de agosto de 2017    | 27 de novembro de 2017  | Segunda a sexta  | 12:005     | [ 180 ] |
| Peru                 | ATV           | Por Siempre      | Brevemente              | Brevemente              | Brevemente       | Brevemente | [ 181 ] |
| Nicarágua            |               | Por Siempre      | Brevemente              | Brevemente              | Brevemente       | Brevemente | [ 182 ] |

↑1  Exibida às 20:15 (UTC−4) nos estados pertencentes à Rede Fuso durante toda a transmissão e às 20:15 (UTC−3) nos estados que não adotaram o horário de verão entre 3 de novembro de 2014 e 21 de fevereiro de 2015).
↑2  Transferida para às 18:40 a partir do dia 6 de abril, mais voltou a seu horário tradicional a partir do 15 de junho de 2015.
↑3  Transferida para quarta a sexta a partir do dia 15 de março.
↑4  Transferida para às 9:00 a partir do dia 15 de março. Transferida para às 8:45 a partir do dia 28 de junho.
↑5  Exibida em capítulos duplos.

## Música

### Nacional Vol. 1
Capa: Nathalia Dill e Sergio Guizé como Laura e Caíque
| N.º            | Título                               | Música                           | Personagem         | Duração |  |
| 1.             | "Alma"                               | Zélia Duncan                     | Abertura           | 04:09   |  |
| 2.             | "Diz pra Mim"                        | Malta                            | Caíque e Laura     | 03:24   |  |
| 3.             | "Sócio do Amor"                      | Lulu Santos                      | Caíque             | 03:52   |  |
| 4.             | "Verdade, Uma Ilusão"                | Marisa Monte                     | Laura              | 04:26   |  |
| 5.             | "Tudo com Você"                      | Victor & Leo                     | Scarlett e Ricardo | 03:41   |  |
| 6.             | "Na Batida"                          | Anitta                           | Samantha           | 02:42   |  |
| 7.             | "Pra Curar Essa Dor (Heal the Pain)" | Fernanda Takai part. Samuel Rosa | Sueli e Marcos     | 04:12   |  |
| 8.             | "Rumo ao Infinito"                   | Maria Rita                       | Tina               | 04:29   |  |
| 9.             | "Entre Sem Bater"                    | Jota Quest                       | Gustavo            | 03:40   |  |
| 10.            | "Somente Nela"                       | Moska                            | Gaby e Emerson     | 03:19   |  |
| 11.            | "Sempre Diz Que Não Tem"             | Pixote                           | Manuel             | 03:05   |  |
| 12.            | "Não Quero Olhar pra Trás"           | Scarcéus                         | Israel             | 04:41   |  |
| 13.            | "Em Meio a Tudo"                     | Christiano Dortas                | Itália e Fernando  | 04:00   |  |
| Duração total: | Duração total:                       | Duração total:                   | Duração total:     | 49:39   |  |

### Nacional Vol. 2
Capa: Cláudia Raia e Thiago Lacerda como Samantha e Marcos
| N.º            | Título                              | Música                    | Personagens          | Duração |  |
| 1.             | "Saideira"                          | Santana part. Samuel Rosa | Locação              | 03:55   |  |
| 2.             | "Mais Ninguém"                      | Banda do Mar              | Liz e Emerson        | 02:48   |  |
| 3.             | "Tudo Sobre Você"                   | Zélia Duncan              | Bia e Israel         | 03:31   |  |
| 4.             | "Show das Poderosas"                | Anitta                    |                      | 02:31   |  |
| 5.             | "O Que Importa é a Gente Ser Feliz" | Fábio Jr.                 | César                | 03:01   |  |
| 6.             | "Muito Romântico"                   | Luiz Melodia              |                      | 03:25   |  |
| 7.             | "Escândalo"                         | Fafá de Belém             | Úrsula               | 05:22   |  |
| 8.             | "Esses Moços"                       | Gilberto Gil              | Marcelo              | 02:51   |  |
| 9.             | "Sentado à Beira do Caminho"        | Wanderléa                 | Suzana               | 04:46   |  |
| 10.            | "O Amor"                            | Zizi Possi                | Dirce                | 04:52   |  |
| 11.            | "Um Dia de Domingo"                 | Gal Costa part. Tim Maia  | Marcelo e Maria Inês | 06:05   |  |
| 12.            | "O Que Tinha de Ser"                | Elis Regina               | Maria Inês           | 01:43   |  |
| 13.            | "Mil Poemas"                        | Jammil e Uma Noites       | Locação              | 03:40   |  |
| 14.            | "Peço Só"                           | Danilo de Moura           | Marcos               | 03:25   |  |
| 15.            | "Além"                              | Tio Che                   |                      | 04:42   |  |
| Duração total: | Duração total:                      | Duração total:            | Duração total:       | 56:37   |  |

### Internacional
Capa: Christiane Torloni e Edson Celulari como Maria Inês e Marcelo
| N.º            | Título                       | Música                                      | Personagem           | Duração |  |
| 1.             | "Stay with Me"               | Sam Smith                                   | Kitty                | 02:53   |  |
| 2.             | "All of Me"                  | John Legend                                 | Caíque e Laura       | 04:31   |  |
| 3.             | "Best Day of My Life"        | American Authors                            | Bélgica              | 03:14   |  |
| 4.             | "No No No"                   | Cymcolé                                     | Sueli                | 03:22   |  |
| 5.             | "The Way You Look Tonight"   | Gloria Estefan                              | Marcelo e Maria Inês | 04:08   |  |
| 6.             | "Love You Forever And a Day" | Kathryn Dean                                | César e Itália       | 03:34   |  |
| 7.             | "Right By Your Side"         | Xavier & Ophelia                            |                      | 03:05   |  |
| 8.             | "My City Now"                | Michael Kisur                               |                      | 02:10   |  |
| 9.             | "La Luz"                     | Juanes                                      | Pepito               | 02:58   |  |
| 10.            | "Don't Say Goodbye"          | Sérgio Mendes part. John Legend             |                      | 03:44   |  |
| 11.            | "Cry Me a River"             | Caetano Veloso                              |                      | 03:11   |  |
| 12.            | "Unchained Melody"           | Dan Torres                                  | Caíque e Laura       | 04:01   |  |
| 13.            | "Time Stand Still"           | Daniel Boaventura part. Trijntje Oosterhuis |                      | 03:56   |  |
| 14.            | "Verdad Amarga"              | Nana Caymmi                                 |                      | 03:33   |  |
| 15.            | "Sing Sing Sing"             | Cluster Sisters                             | Samantha             | 03:43   |  |
| 16.            | "Ghost Writer"               | Fleeting Circus                             |                      | 03:49   |  |
| Duração total: | Duração total:               | Duração total:                              | Duração total:       | 55:52   |  |

### Instrumental
Capa: Logotipo da novela
| N.º | Título                           | Música       | Personagens                | Duração |  |
| 1.  | "Aventura Bella"                 | Instrumental | Bella                      | 1:38    |  |
| 2.  | "Caíque"                         | Instrumental | Caíque                     | 2:36    |  |
| 3.  | "While My Harpejii Gentiy Weeps" | Instrumental |                            | 2:38    |  |
| 4.  | "Dr. Castilho"                   | Instrumental | Dr. Castilho               | 2:24    |  |
| 5.  | "Funny Aa #1"                    | Instrumental | Marcos e Sueli             | 2:07    |  |
| 6.  | "Fantasma Vicente"               | Instrumental |                            | 1:44    |  |
| 7.  | "Meia-noite em Paris (A Valsa)"  | Instrumental |                            | 1:55    |  |
| 8.  | "Clube Lagoas"                   | Instrumental | Locação Lagoas             | 2:42    |  |
| 9.  | "Drama Caíque"                   | Instrumental | Caíque                     | 1:43    |  |
| 10. | "Dreaming of You"                | Instrumental |                            | 1:44    |  |
| 11. | "Coconut Groove"                 | Instrumental |                            | 1:55    |  |
| 12. | "Dramático"                      | Instrumental |                            | 2:51    |  |
| 13. | "Laura in Love"                  | Instrumental |                            | 0:56    |  |
| 14. | "Samantha em Transe"             | Instrumental | Samantha                   | 2:10    |  |
| 15. | "Samantha Relax"                 | Instrumental | Samantha                   | 2:46    |  |
| 16. | "H.M."                           | Instrumental | Locação Hospital Bintencor | 2:02    |  |
| 17. | "Drama Ethereo"                  | Instrumental | Espiritualidade de Caíque  | 2:27    |  |
| 18. | "Samantha"                       | Instrumental | Samantha                   | 2:19    |  |
| 19. | "Valsa em Preto e Branco"        | Instrumental | Caíque e Laura             | 1:49    |  |
| 20. | "The Frog"                       | Instrumental | Marcos                     | 2:07    |  |
| 21. | "Sapo #1"                        | Instrumental | Samantha                   | 0:46    |  |
| 22. | "Sapo #2"                        | Instrumental | Samantha                   | 0:59    |  |
| 23. | "Solitude #1"                    | Instrumental | Maria Inês                 | 2:28    |  |
| 24. | "Chase Aa #1"                    | Instrumental |                            | 1:53    |  |
| 25. | "Solitude #2"                    | Instrumental | Maria Inês                 | 1:31    |  |
| 26. | "Chase Aa #2"                    | Instrumental |                            | 2:26    |  |
| 27. | "Tenso Leve #1"                  | Instrumental | Marcos e Sueli             | 1:49    |  |
| 28. | "Suspense Ethereo #1"            | Instrumental | Caíque e Marcos            | 1:44    |  |
| 29. | "Chase Aa #3"                    | Instrumental |                            |         |  |
| 30. | "Chase Alma"                     | Instrumental |                            |         |  |